# Хиалокластит
Хиалокластитът е вид вулканично стъкло, съставено от малки стъкловидни фрагменти, разпръснати във финозърнест пълнеж. Образува се при раздробяване, разрушаване или преотлагане на стъкловидните парчета в резултат от рязко охлаждане на магмата в подводни условия, под леда, или на места, където лавата влиза в непосредствен контакт със студена вода. Под въздействието на окисляването и абсорбцията на водата хиалокластитът обикновено се променя и преобразува в палагонит.

## Название
Терминът хиалокластит (разрушена стъкловидна скала) е въведен от швейцарския вулканолог Алфред Ритман през 1960 г. Той нарича така базалтовото вулканично стъкло с частици с размерите на пепел, получени при раздробяването на кората на пилоу лавата по време на подводна екструзия. Преди това Санториус фон Валтерхаузен нарича тази скала палагонитов туф, но терминът хиалокластит го измества много бързо и приема по-широко значение. Според Batiza и White този термин се използва в по-широк смисъл след 2000 година. Той включва както циментираните, определени от Ритман пепелни частици, така и по-големите отломки, образувани от експлозиите, и късчетата, получени в резултат на унищожаването на кората на пилоу лавата.

## Характеристика
Фрагментите на базалтовия хиалокластит са ъгловати парченца от черно вулканично стъкло, с диаметър обикновено от 0,25 до 2,0 см. Тези стъклени късчета често са заобиколени от свързващо вещество от жълтокафяв палагонит – подобна на восък субстанция, която се образува при хидратацията и промяната на сидеромелана и самия хиалокластит.

## Образуване
Когато един вулкан изригне под дебела ледникова покривка или ледник, горещината от него започва да топи повърхностния леден слой. Получената вода бързо разтопява околните ледени маси, охлажда лавата и създава втвърдени форми с размер на футболна топка, наречени пилоу (възглавници). Те се начупват, натрупват се една върху друга и се образува съвкупност от множество такива образувания, които съставят т.нар. пилоу лава. На места тя се разпада, частите ѝ се свличат надолу по склоновете на потопения вулкан и образуват други видове вулканични отлагания – пилоу-брекчи, туфобрекчи и хиалокластит. Ако изригването продължи, повърхностните лавови потоци могат да образуват плосък „капак“ на върха на вулкана. Ако то спре преди вулканът да се издигне над заобикалящата го вода, се получава подледников насип. Подглациалните вулкани с плоски върхове са наречени „туи“ по името на вулкана Tuya Butte в Британска Колумбия. В Исландия се наричат „планински маси“ заради плоските си върхове.
Подводните изригвания формират най-разпространените магмени скали на Земята, които се образуват в различни размери, форми и конфигурации, а една от най-известните основи за създаването им е пилоу лавата. Когато вулканът изригва под вода, горещата магма влиза в контакт със студената вода, външната ѝ част се охлажда моментално и се втвърдява във вид на вулканично стъкло. Тогава горещият вътрешен поток продължава да се движи по новосъздадения канал и увлича със себе си скалните фрагменти, разпръснати по него. При този процес, който може да се получи на всякаква дълбочина, външният магмен слой е много по-студен от вътрешния и температурният градиент между центъра и повърхността нараства. С бързото последващо напредване на лавата под вода, вътрешният слой също започва да се охлажда, втвърдява и свива, вследствие на което външният започва да се напуква и раздробява. В образуваните находища преобладават фините ъгловати стъкловидни частици с размер на пясъчни зърна. Обикновено се наблюдават на границите на потоците от лава, особено при пилоу лавата, чиито частици са податливи на смачкване.
Повечето хиалокластити съдържат ръбести стъклени парчета от първоначалното охлаждане, но и някои късове, заоблени при движението по повърхността. По върховете на подводите възвишения, на различни дълбочини, могат да съществуват отлагания от хиалокластити и пирокластити – от отделни разпръснати фрагменти между късовете от пилоу лава, до обширни отлагания, свързани с подводните канали, образувани при ерупции.
Хиалокластитът, съдържащ стъклени фрагменти, получени от разпръскване и раздробяване на пилоу лава, също варира в изобилие – от пренебрежимо малки количества до преобладаващ вид на някои места. Той се образува при движението на базалтова пилоу лава над плоска подводна повърхност, както и там, където лавата тече и се раздробява по склонове, или се разпада по време на водно охлаждане. Пренесен от подземни води може да се образува и при повторно отлагане по скатовете на вулкана. Подводните куполи и потоци от пемза могат да освободят фрагменти от хианокластит с ниска плътност, които буйно се издигат нагоре и отплуват далеч от своя източник. При дълбоководни морски изригвания налягането на водата, лежаща над върха на вулкана, може да е по-голямо от силата на изригващите газове и магма и тогава разрушаването и раздробяването на съставящите скали е много по-масово. В резултат на това и на настъпилите хидровулканичните процеси, потоците от лава могат да бъдат напълно фрагментирани и да получат различна структура – от слоеста до масивна.

## Видове
През 1960 г. Алфред Ритман разделя хиалокластитите на два генетични вида. Единият е формиран при раздробяване на кората на пилоу лавите, а другият – от пряка гранулация на лавата при контакта ѝ със студената вода. На следващата година J. Honnorez определя и трети тип – слоести хиалокластити, образувани при отлагане на късовете стъкловиден материал от първите два вида, пренесени от подпочвени води, или такива, които се покриват от лавов поток.
През 1974 г. някои геолози, като рускинята Ирина Хворова, разделят хиалокластитите на сфероидни и везикулярни. По-късно са отделени още видове:
- Десквамационни – продукт от пилоу лавата
- Пулверизационни – образуват се при разпадането на лавата, изхвърлена с голяма скорост под водата.
- Хидроексплозивни – резултат от подводни експлозии.

През 1991 г. Коптева разделя вулканокластичните хиалокластити с добре изразена слоистост, които достигат в дебелина до 90 м на два вида:
- Взривни – отговарящи на категорията пулверизационни
- Невзривни – формирани при бързото охлаждане на лавата.

### Разпространение
Пилоу лави, хиалокластит и други видове подводни вулканични отлагания могат да се видят днес на Хаваите, където лавовите потоци навлизат във водите на Тихия океан. Хиалокластитните хребети, образувани при изригвания под леда през последния ледников период, са типичен пейзаж в Исландия, Антарктида и Британска Колумбия.